# قلعه بادی

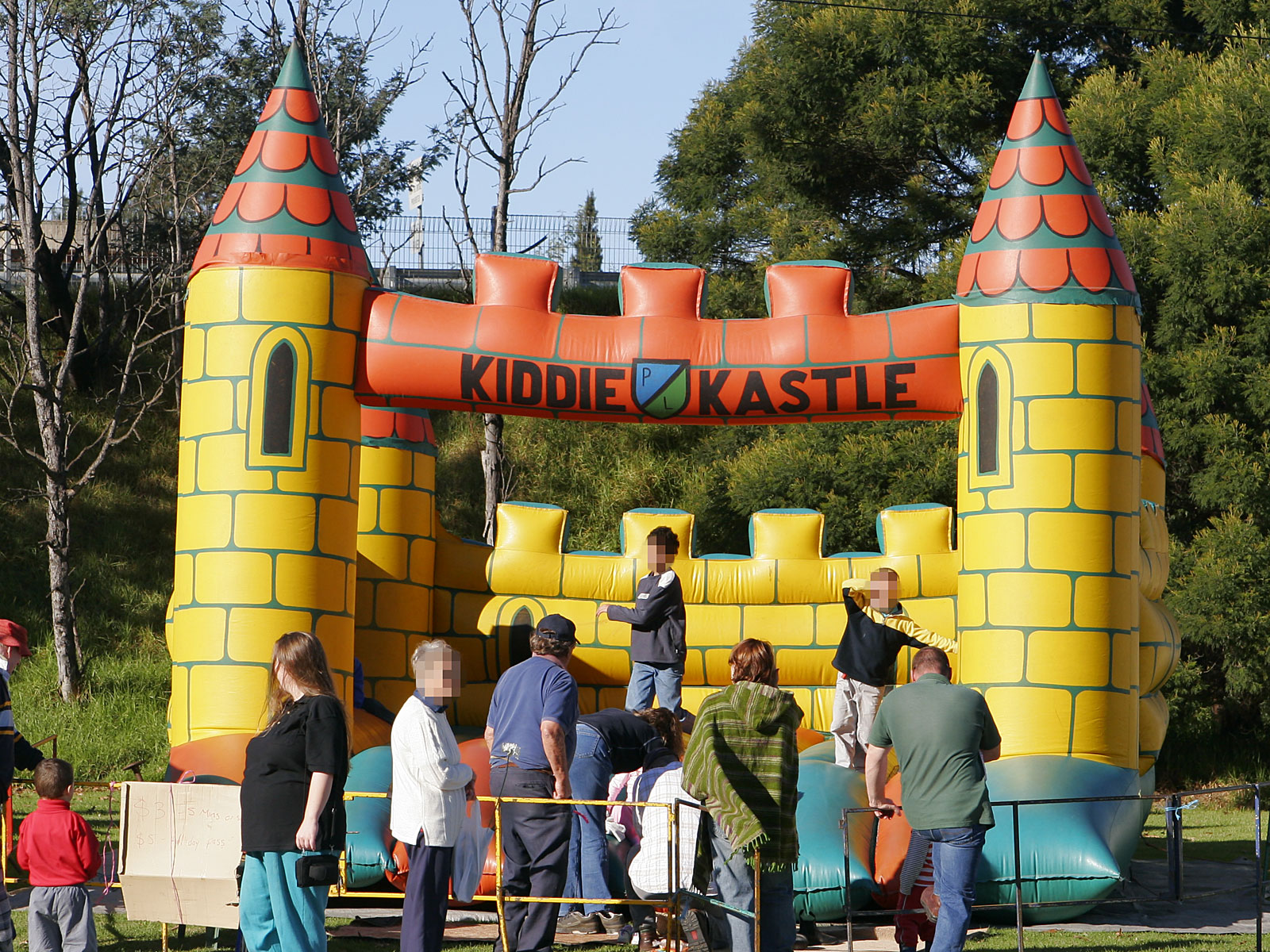
قلعه فنری

قلعه بادی وسیله‌ای است که در پارک‌های بزرگ و اماکن تفریحی، شهربازی یا به تازگی در مهدکودک‌ها استفاده می‌شود و ممکن است در مدل‌های مختلفی یافت شود. این سرسره‌ها معمولاً از جنس پلاستیک یا پلی اتلین هستند، سرسره‌های بادی را می‌توان در ابعاد مختلف پیدا کرد، سازه‌های بادی معمولاً به خاطر محبوبیتشان بین کودکان می‌توانند فضای بازی را جذاب کنند، البته محصولات بادی (سرسره‌های بادی) در برابر ضربه‌های شدید و اجسام تیز آسیب‌پذیر هستند، پس حتماً باید تمهیداتی در این موضوع در نظر گرفته شود.